# أندرو ماكورميك
أندرو ماكورميك (بالإنجليزية: Andrew McCormick)‏ هو لاعب اتحاد الرغبي نيوزلندي، ولد في 5 فبراير 1967 في كرايستشرش في نيوزيلندا.

## وصلات خارجية
- أندرو ماكورميك عل موقع إسبنسكروم (الإنجليزية)